# Tako dolgi mesec avgust
Drama Zorka Simčiča Tako dolgi mesec avgust (1975) je leta 1992 izšla v argentinskem emigrantskem tisku Prepad kliče prepad.

## Osebe
- Peter Williamson, za domačine
- Don Pedro, estanciero in lastnik klavnice
- Jenny, njegova žena
- Gori, njun sin
- Antek Kasprowicz, duhovnik v bližnjem trgu, polbrat Gorijev
- Pacha (Pachamama = Zemlja) , mestica, uradnica v klavnici
- Dr. Erik Berg, zdravnik
- Justi, njegova žena
- Maria, služkinja pri Williamsonovih
- Juan, Cabron, domača hlapca
- Kali, učitelj, kasneje prvi delavec v klavnici
- Hilito, »starka za vse posle«, Indijanka
- Silveyra, orožnik
- Cruz, Gogo, delavca v klavnici
- Delavci, orožniki, otroci

## Povzetek
Godi se na estanciji ob močvirnati ravnini na severu Argentine leta 1950.

### 1. dejanje
Gori se je po dveh letih vrnil domov, vendar so odnosi v družini slabi: mati in sin se sovražita, tudi med zakoncema je odtujenost in sovraštvo, nad vsem pa visi grožnja avgusta, mesca, v katerem so po ljudskem verovanju na delu mračne sile, ki zahtevajo žrtev. Gori je melanholičen, nepopravljivo travmatiziran od dogodka, za katerega je zvedel že kot otrok: na svatbi služabniškega para je pijanost dedu navdihnila misel, da bi uveljavili pravico prve noči. Ženina so privezali na kol, Don Pedro pa je posilil nevesto. Mož sramote ni prenesel in si je ob kolu prerezal vrat, nevesta pa je rodila Gorijevega polbrata Anteka, ki ga je Don Pedro dal izšolati za duhovnika. Gori je obseden od misli, da mora prav .on spet vzpostaviti moralni red, porušen s tem zločinom, ima se za kaznovalca in maščevalca; prepričan je celo, da skozenj deluje neka mračna sila, kozmični mehanizem izravnave: ded je že nepričakovano zbolel in umrl, zdaj so na vrsti še drugi ... Ker je slabič, ga »poslanstvo« lomi in spravlja skoraj v blaznost. Svoje misli zaupa Anteku, ki pa ga zavrne: treba je odpustiti, sodba pripada Bogu. Tudi Pacha, prijateljica od otroških let, mu govori drugače: življenje je dobro, smrt je zlo, mati zemlja uredi vse, pomiri tako dobre kot zle ... Ves čas je »v zraku«, da je Kali, ki ga je bil Don Pedro odpustil zaradi kraje in ščuvanja k stavki, pobegnil iz zapora in se vrnil, da bi se gospodarju maščeval. Hilito prinese Kalijevo sporočilo: čakal bo Don Pedra danes ponoči na samem, mora mu nekaj povedati... Don Pedro mirno sprejme novico. Branil se bo, bal pa se ne bo - zvečer ima druge opravke, ima goste, s katerimi bo proslavil sinovo vrnitev. V pogovoru z Gorijem izpove svoj credo: treba je živeti polno, vzdržati kot mož, krivi pa smo vsi, zato smo v obsodbah drugih lahko bolj  prizanesljivi... Gori se krčevito upre: on je čist! In ima prav prav! - Pogovor med Antekom in Pacho. Ona ga ljubi, a Antek ji ne pusti do sebe, njegov problem je drugje: kljub trdni veri se včasih znajde v praznini, zapuščen celo od Boga, nemočen, ponesrečen ... Po odhodu gostov Gori očetu sovražno očita, da je njegova tovarna zgrajena na izkoriščanju in kraji. Ko se oče brani in Jenny zabrusi sinu, da je klavrna zguba, Gori izbruhne v sovraštvu do nje: nikdar mu ni bila mati, zanosila je na zdravnikov nasvet, da bi si pozdravila želodec, zmeraj se ga je otresala! Jenny, prizadeta, da sin pozna njeno skrivnost v solzah pobegne,.Gori odide za njo, da bi se ji opravičil, Don Pedro pa z resigniranim obupom zaupa Anteku: tudi on sovraži ženo, pa kaj? Treba je potrpeti, vzdržati, pekel je že na tem svetu, če človek le malo dlje živi ...

### 2. dejanje
Jutro zadnjega avgustovskega dne prinese olajšanje, kot da je grozeča mora izhlapela: Gori se je pobotal z materjo, Hilito pove, da se je Kali odpeljal z vlakom ... Vendar je vse to videz. Jenny hoče zbezati iz pekla, z Bergom, ki ga. ljubi in s katerim sta imela razmerje (morda je Gori njun sin?). Toda Berg jo pusti na cedilu, zanj je njuna ljubezen le še »lep spomin«, čuti se zavezan ženi in otrokom. Jenny spozna, da rešitve ni, z mrzlim obupom sprejme Gorijevo vabilo in odjezdi s sinom na sprehod. Ko Antek to izve, ga zgrabi panika, saj mu je Gori zaupal svoje blazne ideje, a pod obljubo spovedne molčečnosti; z namigi skuša posvariti Don Pedra, to pa ga noče razumeti in kljub Pachinemu obvestilu, da delavcev ni na delo in da se med njimi nekaj pripravlja, odide v klavnico. Tedaj se vrne Gori – sam. Jenny se je pogreznila v močvirju, skušal ji je pomagati, priseže, vendar zaman... Antek mu ne verjame, zanj je morilec, toda Gori ga zavrne: sam je le Antekovo roka, njegova pisma so mu odprla oči, mu odkrila zakon: tiste, ki rušijo red, je treba uničiti, sicer bi bil Bog absurd in življenje brez smisla; vse, kar se je zgodilo, se je zgodilo po tem zakonu, on sam je le porodničar Velike pravice. Antek mu z vsemi ugovori tega prepričanja ne more spodbiti. Tedaj prihiti preplašena Pacha: Kali je bil odšel le navidez, da bi prevaral orožnike, zdaj se je vrnil in čaka... Gori je prepričan, da so se stvari začele odvijati same od sebe, da njegova navzočnost ni več potrebna; odšel bo, a tehtnica se bo se naprej naravnavala v ravnovesje. Hilito prinese nož in pregrinjalo za mrliča, pojavi se tudi Kali z delavci, za njimi Antek, ki skuša Kalija odvrniti od nasilja. Kali ga ukaze zvezati in ko pride iz hiše Don Pedro, z užitkom izvede maščevanje, o katerem je sanjal v zaporu: Gospodarju bo podaril življenje, če bo to lastnemu sinu (Goriju) prerezal vrat. Toda Don Pedro ostane sebi zvest, nihče ga ne bo prisilil v nekaj, za kar se ni sam odločil - ne bo dvignil roke nad sina, čeprav ga je to izdajal in sovražil; ponosno zažene nož Kaliju pred noge, to strelja, kroglo pa prestreže Gori, ki se je bil vrgel k očetu, in smrtno zadet omahne. Prihitijo orožniki in Kali mora pobegniti, ne da bi dovršil svoje maščevanje. 
Antek Pachi prizna, do je vse strašne dogodke povzročil sam: glava ni hotela in srce ni želelo, a po vsaki smrti je začutil olajšanje... Zdaj odlaga duhovniško obleko, oditi mora v neznano, biti sam, potrpežljivo čakati, da ga Previdnost ustvari na novo. Gori je morda umrl prav zato, da bi se izkazalo: kadar kdo vrti samo ideje in besede, so edina resnična posledica le mrliči ... Pacha ga z bridkostjo v srcu pusti oditi. Odhaja tudi Don Pedro, izgubil je vse in umaknil se bo v samoto, saj vsak zase in sam drči proti grobu, edino, kar nam preostane, je usmiljenje. Pacha bo ostala. Čeprav so se tudi njej sanje osule, je zasidrana v zemlji, čakala bo, da se nanjo vrnejo ljudje, čakala bo z njo vred ...